# Muscadelle

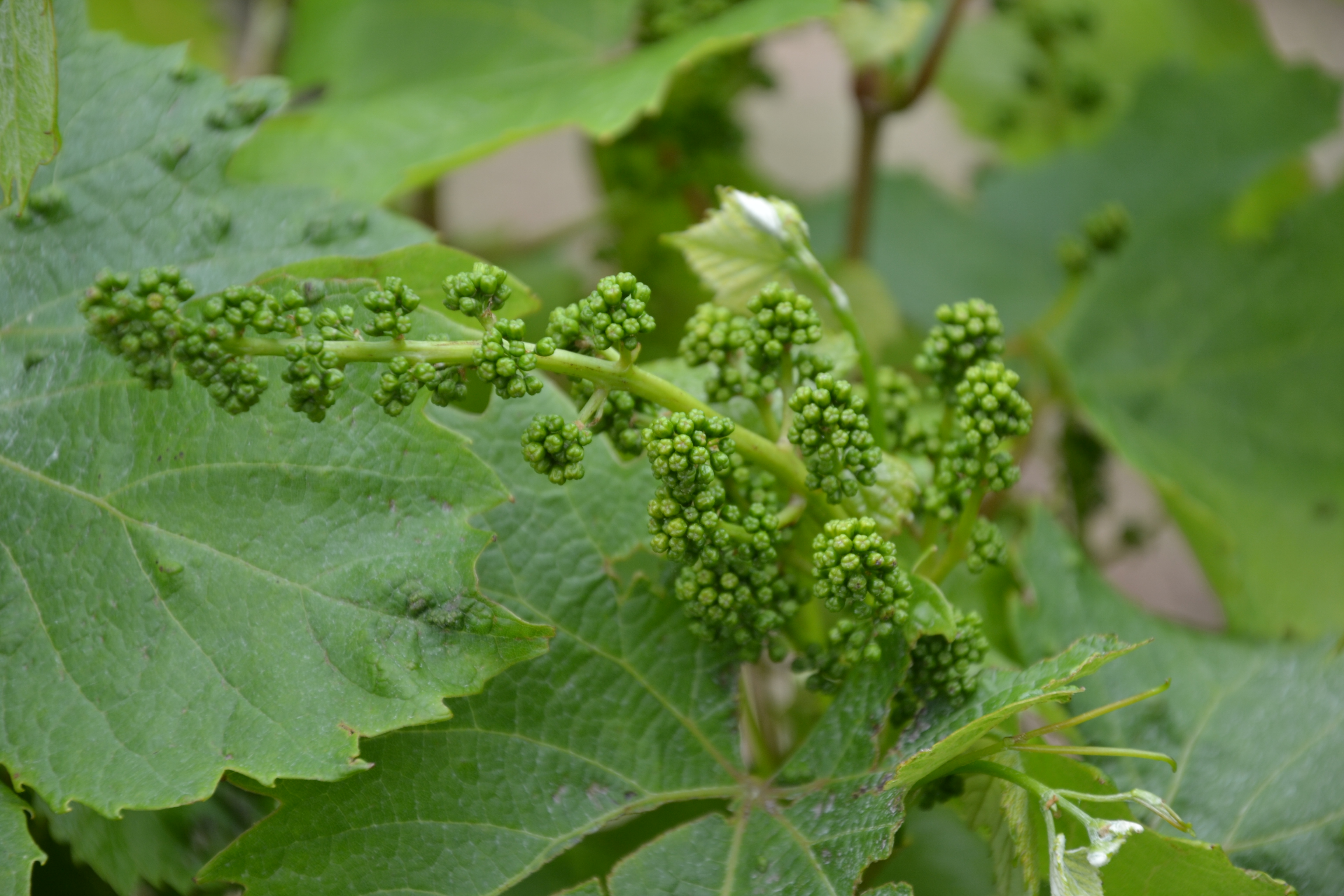
Inflorescencia de Muscadelle

La muscadelle es una variedad de uva blanca de la región francesa de Burdeos. Tiene un aroma similar a la moscatel y produce pasas similares pero no está relacionada. Los recientes análisis de ADN indican que la muscadelle es un cruce entre la gouais blanc y una uva no identificada.

## Regiones
En Francia, es un constituyente menor en los vinos secos y dulces de Burdeos, como en los de Sauternes. Rara vez supone más de un 10% en los vinos de mezcla, que están dominados por la sémillon y la sauvignon blanc. Durante la década de 1990 y comienzos del siglo XXI las plantaciones disminuyeron. Algunos vinos dulces de la AOC Monbazillac pueden tener una proporción mayor muscadelle.
En Australia, la uva es usada para aumentar la popularidad de los vinos fortificados, conocidos actualmente como topaque (antiguamente tokay). Aquellos hechos en la región de Rutherglen, Victoria, generalmente son envejecidos en depósitos calientes, dándoles un carácter maderizado y oxidado. Unas pocas regiones australianas, incluyendo el valle de Barossa, producen vinos similares. Algunas bodegas australianas usan la muscadelle para hacer vinos de mesa similares a los franceses. De acuerdo con un tratado con la Unión Europea, los productores australianos tienen hasta junio de 2020 para dejar de usar el término tokay, que debería sustituirse por el de topaque.
El nombre tokay convenció a algunos australianos productores australianos de que esta uva era la pinot gris (que solía ser llamada tokay por los productores de Alsacia). Otros han creído que la uva la hárslevelű, que es una de las usadas en el famoso vino húngaro tokaji. No obstante, se ha demostrado que la tokay australiana es la muscadelle.

## Sinónimos
La muscadelle también es conocida como la muscadelle también es conocida como angelicaut, angelico, blanc cadillac, blanche douce, bouillenc muscat, buillenc, cadillac, catape, colle, colle musquette, doucanelle, douzanelle, enfin, guepie, guilan doux, guilan muscat, guilan musque, guillan, guillan musque, guinlhan musque, marmesie, marseillais, melon de bougogne, muscade, muscadela, muscadelle de bordelais, muscadet, muscadet doux, muscalea, muscat fou, musquette, pedro ximenes krimsky, raisimotte, raisin de musco, raisinote, raisinotte, rousselou, sauvignon à gros grains, sauvignon muscadelle, sauvignon vert, tokay, vesparo y white angelica.